# Ихалия (дим)
Ихали́я (греч. Δήμος Οιχαλίας) — община (дим) в Греции в юго-западной части полуострова Пелопоннеса в периферийной единице Месинии в периферии Пелопоннес. Население 11 228 жителей по переписи 2011 года. Площадь 415,433 квадратного километра. Плотность 27,03 человека на квадратный километр. Административный центр — Мелигалас. Димархом на местных выборах 2014 года избран Аристидис Статопулос (Αριστείδης Σταθόπουλος).
В 2011 году по программе «Калликратис» к общине Ихалии присоединены упразднённые общины Андания, Ира, Дорион и Мелигалас.
Название получила по древнему городу Эхалии.

## Административное деление

Административное деление общины:
1 — Мелигалас
2 — по часовой стрелке: Дорион, Ира, Андания, Ихалия

Община (дим) Ихалия делится на 5 общинных единиц.